# Elecciones municipales de Maynas de 1963
Las elecciones municipales de Maynas de 1963 se llevaron a cabo el 15 de diciembre de 1963 para elegir al alcalde y al Concejo Provincial de Maynas para el periodo 1964-1966. La elección se celebró simultáneamente con elecciones municipales en todo el país. Por primera vez en la historia del Perú, las autoridades locales fueron elegidas por voto universal alfabeto y directo.

## Sistema electoral
La Municipalidad Provincial de Maynas es el órgano administrativo y de gobierno de la provincia de Maynas. Está compuesta por el alcalde y el Concejo Provincial.
La votación del alcalde y el concejo se realiza en base al sufragio universal alfabeto, que comprende a todos los ciudadanos nacionales mayores de veintiún años, empadronados y residentes en la provincia de Maynas y en pleno goce de sus derechos políticos.
El Concejo Provincial de Maynas está compuesto por 14 concejales elegidos por sufragio directo para un período de tres (3) años, en forma conjunta con la elección del alcalde (quien lo preside). La votación es por lista cerrada y bloqueada. Se asigna a cada lista los escaños según el método d'Hondt.

## Partidos y candidatos
A continuación se muestra una lista de los principales partidos y alianzas electorales que participaron en las elecciones:
| Candidatura | Candidatura | Partidos y alianzas | Candidatos | Candidatos             | Ideología                                           | Ref. |
| ----------- | ----------- | --- | ---------- | ---------------------- | --------------------------------------------------- | ---- |
|             | AP–DC       | Lista - Alianza Acción Popular - Democracia Cristiana (AP–DC) – Acción Popular (AP) – Partido Demócrata Cristiano (DC)                          |            | Luis Arana Zumaeta     | Liberalismo Humanismo Democracia cristiana          |      |
|             | APRA–UNO    | Lista - Coalición Partido Aprista Peruano - Unión Nacional Odriísta (APRA–UNO) – Partido Aprista Peruano (APRA) – Unión Nacional Odriísta (UNO) |            | Juan Isern Córdova     | Aprismo Conservadurismo social Populismo de derecha |      |
|             | IND         | Lista - Lista Independiente Loretana de Maynas                                                                                                  |            | Nicanor Morey Reátegui | Localismo mayneño                                   |      |

## Resultados

### Sumario general
|                        |                                                                        |              |              |              |            |            |
| Partidos y coaliciones | Partidos y coaliciones                                                 | Voto popular | Voto popular | Voto popular | Concejales | Concejales |
| Partidos y coaliciones | Partidos y coaliciones                                                 | Votos        | %            | +/−          | Total      | +/−        |
|                        | Alianza Acción Popular - Democracia Cristiana (AP–DC)                  | 9,741        | 51.01        | n/a          | 7          | n/a        |
|                        | Coalición Partido Aprista Peruano - Unión Nacional Odriísta (APRA–UNO) | 8,529        | 44.67        | n/a          | 7          | n/a        |
|                        | Lista Independiente Loretana de Maynas                                 | 825          | 4.32         | n/a          | 0          | n/a        |
|                        |                                                                        |              |              |              |            |            |
| Total                  | Total                                                                  | 19,095       |              |              | 14         | n/a        |
|                        |                                                                        |              |              |              |            |            |
| Votos válidos          | Votos válidos                                                          | 19,095       | 90.86        | n/a          |            |            |
| Votos en blanco        | Votos en blanco                                                        | 811          | 3.86         | n/a          |            |            |
| Votos nulos            | Votos nulos                                                            | 1,111        | 5.29         | n/a          |            |            |
| Votos emitidos         | Votos emitidos                                                         | 21,017       | 83.93        | n/a          |            |            |
| Abstenciones           | Abstenciones                                                           | 4,023        | 16.07        | n/a          |            |            |
| Votantes registrados   | Votantes registrados                                                   | 25,040       |              |              |            |            |
|                        |                                                                        |              |              |              |            |            |
| Fuente:                |                                                                        |              |              |              |            |            |

### Concejo Provincial de Maynas
| Cargo                          | Autoridad electa          | Partido político | Partido político   |
| ------------------------------ | ------------------------- | ---------------- | ------------------ |
| Alcalde Provincial de Maynas   | Luis Arana Zumaeta        |                  | Alianza AP-DC      |
| Concejal Provincial de Maynas  | Juan del Águila Gárate    |                  | Alianza AP-DC      |
| Concejal Provincial de Maynas  | Luis Valdivia Shapiama    |                  | Alianza AP-DC      |
| Concejala Provincial de Maynas | Manuela Linares de Pataro |                  | Alianza AP-DC      |
| Concejal Provincial de Maynas  | Luis Wong Flores          |                  | Alianza AP-DC      |
| Concejal Provincial de Maynas  | Josué Rodríguez Ríos      |                  | Alianza AP-DC      |
| Concejal Provincial de Maynas  | Pedro Tafur Ramírez       |                  | Alianza AP-DC      |
| Concejal Provincial de Maynas  | Rogerio Eléspuru Aguilar  |                  | Alianza AP-DC      |
| Concejal Provincial de Maynas  | Bernardo Videira Oroche   |                  | Coalición APRA-UNO |
| Concejal Provincial de Maynas  | Evenezer Torres Vargas    |                  | Coalición APRA-UNO |
| Concejal Provincial de Maynas  | Juan Vela Larrea          |                  | Coalición APRA-UNO |
| Concejal Provincial de Maynas  | Jorge Pinedo Vigil        |                  | Coalición APRA-UNO |
| Concejal Provincial de Maynas  | Adrián Pérez Haya         |                  | Coalición APRA-UNO |
| Concejal Provincial de Maynas  | Olegario Hidalgo Reátegui |                  | Coalición APRA-UNO |
| Concejal Provincial de Maynas  | Germán Pardo Ruiz         |                  | Coalición APRA-UNO |

## Elecciones municipales distritales

### Sumario general
| Partidos y coaliciones | Partidos y coaliciones                                               | Voto popular | Voto popular | Voto popular | Alcaldías | Alcaldías |
| Partidos y coaliciones | Partidos y coaliciones                                               | Votos        | %            | +/−          | Total     | +/−       |
| ---------------------- | -------------------------------------------------------------------- | ------------ | ------------ | ------------ | --------- | --------- |
|                        | Alianza Acción Popular–Democracia Cristiana (AP–DC)                  | 1,478        | 72.84        | n/a          | 8         | n/a       |
|                        | Coalición Partido Aprista Peruano–Unión Nacional Odriísta (APRA–UNO) | 550          | 27.11        | n/a          | 2         | n/a       |
|                        | Lista Independiente Loretana de Maynas                               | 1            | 0.05         | n/a          | 0         | n/a       |
|                        | Sin autoridades electas                                              | n/a          | n/a          | n/a          | 2         | n/a       |
|                        |                                                                      |              |              |              |           |           |
| Total                  | Total                                                                | 2,029        |              |              | 12        | n/a       |
|                        |                                                                      |              |              |              |           |           |
| Votos válidos          | Votos válidos                                                        | 2,029        | 86.90        | n/a          |           |           |
| Votos en blanco        | Votos en blanco                                                      | 163          | 6.98         | n/a          |           |           |
| Votos nulos            | Votos nulos                                                          | 143          | 6.12         | n/a          |           |           |
| Votos emitidos         | Votos emitidos                                                       | 2,335        | n/d          | n/a          |           |           |
| Abstenciones           | Abstenciones                                                         | n/d          | n/d          | n/a          |           |           |
| Votantes registrados   | Votantes registrados                                                 | n/d          |              |              |           |           |
|                        |                                                                      |              |              |              |           |           |
| Fuente:                |                                                                      |              |              |              |           |           |

### Resultados por distrito
La siguiente tabla enumera el control de los distritos de la provincia de Maynas.
| Distrito       | Alcalde(sa) electo(a)       | Partido político        | Partido político        |
| -------------- | --------------------------- | ----------------------- | ----------------------- |
| Alto Nanay     | Florencio Ordoñez Chuquimes |                         | Coalición APRA-UNO      |
| Fernando Lores | César Vargas Chávez         |                         | Alianza AP-DC           |
| Indiana        | Julio Vásquez Flores        |                         | Alianza AP-DC           |
| Las Amazonas   | Odorico Ferreira            |                         | Alianza AP-DC           |
| Mazán          | César Reátegui Ramirez      |                         | Alianza AP-DC           |
| Napo           | Teresa Flores Vásquez       |                         | Alianza AP-DC           |
| Pebas          | Eduardo López Trigoso       |                         | Coalición APRA-UNO      |
| Putumayo       | Sin autoridades electas     | Sin autoridades electas | Sin autoridades electas |
| Ramón Castilla | Aurelio Matute Noriega      |                         | Alianza AP-DC           |
| Torres Causana | Felipe Reaño Lange          |                         | Alianza AP-DC           |
| Yaquerana      | Sin autoridades electas     | Sin autoridades electas | Sin autoridades electas |
| Yavarí         | Vicente López García        |                         | Alianza AP-DC           |